# トニー・アッシャー
トニー・アッシャー (1939年5月2日、ロンドン生まれ)はイギリス系アメリカ人の作詞家で、ビーチ・ボーイズの1966年アルバム『ペット・サウンズ』でブライアン・ウィルソンと8曲を共作。『神のみぞ知る』『素敵じゃないか』を書いた。
「元のアイデアはブライアンから来た。実際の言葉を選んだのは僕だが。僕は彼の翻訳家だった」と発言している。
サーフィンと車の典型的な「ビーチ・ボーイズ・サウンド」から脱皮するために新しい作詞家を探していたウィルソンは、面識だけあった広告屋のアッシャーを1966年1月に呼んだ。10日で『ペットサウンズ』の歌詞を仕上げた。『ペットサウンズ』はローリング・ストーン誌の「最も偉大なアルバム500」で2位。
アッシャーの書いた『Good Vibrations』の原詞は後に『Brian Wilson Presents Smile』で歌われた。
ペット以降はRoger Nicholsと共作。
John Bahlerとも書きThe Partridge Familyが自身のテレビ番組で歌った。
いろんな広告代理店で働きながら、Mattel Toys、Gallo Wines、Max Factor、Glendale Federal SavingsなどのＣＭジングルを作り成功。
その後ロサンゼルスのグラフィック・デザイン事務所Bass/Yager and Associatesで12年働き、社長を8年務めた。
共作陣はRoger Nichols, Captain & Tennille, Joss Stone, Glen Campbell, Jars of Clay, Jack Jones, Claudine Longet, Andy Williams, Neil Diamond, David Bowie, Mandy Moore, Olivia Newton-John, Athlete, Jonatha Brooke, Helen Reddy, Natalie Maines, Rivers Cuomo, Judie Tzukeなど。
映画『The Flintstones in Viva Rock Vegas』のサントラで久々にウィルソンと共作。
妻のシェリルとSan Fernando Valleyで暮らし、息子エヴァンがいる。

## リンク
- Tony Asher - IMDb（英語）